# Severnoe
Severnoe (in lingua russa: Ceверное) è un villaggio situato nella Siberia meridionale, nell'Oblast' di Novosibirsk, in Russia. È il capoluogo amministrativo del distretto di Severnyj (in lingua russa Ceверный Район, letteralmente Severnyj Rajon).